# Coupe de Luxembourg 1921-1922
La Coppa di Lussemburgo 1921-1922 è stata la 1ª edizione della coppa nazionale lussemburghese disputata tra il 4 settembre 1921 e il 21 maggio 1922 e conclusa con la vittoria del Racing Club Luxemburg, al suo primo titolo.

## Formula
Eliminazione diretta in gara unica.

## Primo turno
| Squadra 1             | Risultato | Squadra 2                      |
| --------------------- | --------- | ------------------------------ |
| 4 settembre 1921      |           |                                |
| Alliance Dudelange    | 3 − 2     | Stade Mosellan Grevenmacher    |
| AS Luxemburg          | 5 − 2     | Young Boys Diekirch            |
| Avenir Beggen         | 7 − 1     | Jeunesse Hautcharage           |
| Chiers Rodange        | 4 − 3     | Differdange                    |
| Eclair Bettembourg    | 2 − 0     | US Merl                        |
| Marisca Miersch       | 3 − 2     | Gold a Ro't Wiltz              |
| Progrès Grund         | 0 − 2     | Red Black Pfaffenthal          |
| Progrès Niedercorn    | 3 − 0     | Mansfeldia Clausen             |
| Racing Club Luxemburg | 11 − 1    | US Niederwiltz                 |
| Rapid Neudorf         | 3 − 0     | Jeunesse Sportive Verlorenkost |
| Rumelange             | 3 − 0     | Jeunesse Steinfort             |
| The Belval Belvaux    | 3 − 0     | CS Hollerich                   |
| Union Beckerich       | 0 − 3     | Tetange                        |

## Secondo turno
| Squadra 1             | Risultato | Squadra 2                  |
| --------------------- | --------- | -------------------------- |
| 2 ottobre 1921        |           |                            |
| Jeunesse Esch         | 4 − 2     | Fola Esch                  |
| Eclair Bettembourg    | 2 − 3     | Rumelange                  |
| AS Luxemburg          | 0 − 8     | US Dudelange               |
| Racing Club Luxemburg | 3 − 0     | Red Black Pfaffenthal      |
| Marisca Miersch       | 1 - 4     | The Belval Belvaux         |
| Tricolore Muhlenweg   | 0 − 4     | Red Boys Differdange       |
| Rapid Neudorf         | 2 - 3     | Progrès Niedercorn         |
| Chiers Rodange        | 0 - 3     | Avenir Beggen              |
| Tetange               | 0 − 2     | Hollerich Bonnevoie        |
| Sporting Luxembourg   | 3 − 0     | Alliance Dudelange         |
| Stade Dudelange       | −         | Qualificato per sorteggio. |

## Terzo turno
| Squadra 1           | Risultato | Squadra 2                  |
| ------------------- | --------- | -------------------------- |
| 6 novembre 1921     |           |                            |
| Sporting Luxembourg | 1 − 6     | Racing Club Luxemburg      |
| Stade Dudelange     | 2 − 1     | Red Boys Differdange       |
| Jeunesse Esch       | 6 − 0     | The Belval Belvaux         |
| Progrès Niedercorn  | 3 − 0     | Avenir Beggen              |
| Hollerich Bonnevoie | 2 − 1     | US Dudelange               |
| Rumelange           | −         | Qualificato per sorteggio. |

## Quarto turno
| Squadra 1             | Risultato | Squadra 2          |
| --------------------- | --------- | ------------------ |
| 5 febbraio 1922       |           |                    |
| Jeunesse Esch         | 3 − 1     | Rumelange          |
| Hollerich Bonnevoie   | 2 - 1     | Progrès Niedercorn |
| Racing Club Luxemburg | 4 − 0     | Stade Dudelange    |

## Semifinali
| Squadra 1             | Risultato | Squadra 2                  |
| --------------------- | --------- | -------------------------- |
| 2 aprile 1922         |           |                            |
| Jeunesse Esch         | 8 − 1     | Hollerich Bonnevoie        |
| Racing Club Luxemburg | −         | Qualificato per sorteggio. |

## Finale
| Lussemburgo 21 maggio 1922                             | Racing Club Luxemburg | 2 – 0 | Jeunesse Esch | Stadio Josy Barthel (4.000 spett.) |
| \| \| \| \| \| 25’ Weber 30’ Kirsch \| Marcatori \| \| |                       |       |               |                                    |
|                                                        |                       |       |               |                                    |
| 25’ Weber 30’ Kirsch                                   | Marcatori             |       |               |                                    |